# Badghis
Badghis (persiska: بادغیس), eller Wilayat-e Badghis (ولایت بادغیس), är en av Afghanistans 34 provinser (wilayat). Området ligger i nordvästra Afghanistan, ungefär nordöst om Herat. Provinsen har 429 500 invånare (år 2006) och ytan uppgår till drygt 20 591 km². Majoriteten av befolkningen är tadzjiker, men här finns även betydande minoriteter pashtuner och uzbeker.

## Administrativ indelning
Provinsen är indelad i 7 distrikt.
- Ab-e Kamari
- Bala Murghab
- Ghormach
- Jowand
- Muqur
- Qadis
- Qaleh-ye Now